# Pico Bomford
El Pico Bomford (en inglés: Bomford Peak) es un pico de 1140 m s. n. m. situado en la península entre Puerto Wilson y Bahía Cheapman en el lado sur de Georgia del Sur, en el océano Atlántico Sur, cuya soberanía está en disputa entre el Reino Unido el cual las administra como «Territorio Británico de Ultramar de las islas Georgias del Sur y Sandwich del Sur», y la República Argentina que las integra al Departamento Islas del Atlántico Sur, dentro de la Provincia de Tierra del Fuego, Antártida e Islas del Atlántico Sur. Fue examinado por el South Georgia Survey (SGS) en el período 1951 a 1957 y fue llamado así por el capitán Anthony G. Bomford, de los Ingenieros Reales e inspector principal de la SGS, entre 1955 y 1956.